# Theo Schönhöft
Theo Schönhöft (* 9. Mai 1932 in Steinfeld; † 25. Juli 1976) war ein deutscher Fußballspieler, der im Jahre 1956 in die deutsche Fußballnationalmannschaft berufen wurde.

## Laufbahn

### Jugend
In seiner Jugend spielte Theo Schönhöft beim SV Falke Steinfeld im Südoldenburger Münsterland. Bereits mit 16 Jahren spielte er in der Liga-Elf von Falke Steinfeld.
In der Runde 1950/51 stieg der Dorfverein nach einem 7:2-Sieg in Diepholz mit sechs Toren von Schönhöft in die Amateurliga Niedersachsen-West auf. Im Alter von 19 Jahren wurde er in die Niedersachsenauswahl berufen. Am 14. Oktober 1951 stürmte der Steinfelder an der Seite der Oberliga Nord-Spieler Erich Gleixner und Hans Alpert vom VfL Osnabrück beim 4:2-Erfolg gegen Hamburg. In der Amateurliga Niedersachsen brachte er es in den Spielen gegen Oldenburg, Nordhorn, Cuxhaven, Wilhelmshaven, Hameln, Delmenhorst und Emden in der Runde 1951/52 auf 28 Treffer.
Entdeckt und gefördert wurde Schönhöft von Trainer Hans Pilz. Dieser hatte ihn bereits 1950 zum VfB Oldenburg holen wollen. Der 18-jährige Linksaußen debütierte dort am 11. Juni beim 1:0 gegen Schalke 04, wirkte in weiteren Freundschaftsspielen mit, wurde in der Presse noch Anfang August als Neuzugang gelistet, doch kam eine Verpflichtung als Vertragsspieler nicht zu Stande.

### VfL Osnabrück, 1952 bis 1962
Mit 20 Jahren wechselte er 1952 in die Oberliga Nord zum VfL Osnabrück. In der ersten Runde der Oberliga Nord hatte Schönhöft an der Seite von Gleixner, Haferkamp, Meyer und Vetter durch die erhöhten Trainings- und Spielanforderungen mit Anpassungsschwierigkeiten zu kämpfen. Er kam in der Runde 1952/53 zu 18 Einsätzen mit sechs Toren. Seinen ersten Torerfolg hatte er am 4. Januar 1953 beim 3:1-Auswärtserfolg des VfL Osnabrück bei Concordia Hamburg. Die Runde 1953/54 brachte für Theo Schönhöft den Durchbruch. Der VfL rutschte auf den 12. Platz ab und der Mann am linken Flügel bestritt alle 30 Verbandsspiele und schoss 15 Tore. Im Jahr nach der Fußball-Weltmeisterschaft 1954 in der Schweiz 1954/55, setzte Schönhöft seine positive Entwicklung fort. Wiederum war er in allen Oberligaspielen für den VfL Osnabrück im Einsatz und erzielte als Flügelstürmer 18 Tore. Der schnelle und schussstarke Torjäger stand mit 24 Jahren auf dem Zenit seines Könnens. Er hatte in der Runde 1955/56 in 30 Spielen 20 Tore für den VfL beigesteuert. Wegen des Laufbahnendes der vormaligen Leistungsträger Gleixner, Haferkamp und Vetter konnte Schönhöft mit dem VfL Osnabrück nicht in die Endrunde um die deutsche Fußballmeisterschaft einziehen.

### Fußballnationalmannschaft 1956
Die Verbandsrunde 1955/56 in der Oberliga Nord beendete der VfL Osnabrück mit einem Nachholspiel am 29. April 1956 gegen den VfL Wolfsburg. Zu dem 4:2-Sieg steuerte Theo Schönhöft drei Treffer bei und erhöhte damit sein Rundenkonto auf 20 Tore. Im Mai/Juni lief die Endrunde der Fußballmeisterschaft; die Nationalmannschaft trug mit der B- und der A-Nationalmannschaft Länderspiele aus. Bundestrainer Sepp Herberger setzte Schönhöft in einem Testspiel für die B-Nationalelf am 25. Mai 1956 in Berlin gegen eine Stadtauswahl ein. Beim 5:2-Sieg der B-Nationalmannschaft am 31. Mai in Barcelona gegen Spanien saß Schönhöft jedoch auf der Ersatzbank. Herberger nominierte ihn für das Länderspiel am 13. Juni 1956 in Oslo gegen Norwegen. Die drei letzten Spiele der Nationalmannschaft waren vorher mit 1:2 gegen Italien, 1:2 gegen Holland und 1:3 gegen England verloren gegangen. In Oslo debütierten im Tor Günter Sawitzki, in der Läuferreihe Herbert Dörner und im Angriff auf beiden Flügelpositionen Erich Bäumler und Theo Schönhöft. Mit Karl Mai stand nur noch ein Spieler der Weltmeisterelf von 1954 auf dem Feld. Schönhöft gelang mit einem Direktschuss nach Vorlage von Willi Schröder in der 28. Spielminute der 1:1-Ausgleichstreffer. Deutschland gewann das Spiel mit 3:1 Toren. Am 11. August 1956 spielte er in Hannover für Norddeutschland im Spiel gegen Westdeutschland. Beim 4:3-Sieg des Nordens gelangen dem VfL-Torjäger drei Treffer.

### Unfall 1958
In der Runde 1957/58 erzielte er noch 16 Tore, die Runde 1958/59 endete für ihn mit dem Spiel am 30. November 1958 beim 1. FC Phönix Lübeck. Theo Schönhöft verunglückte am 1. Dezember 1958 zwischen Bad Iburg und Glandorf auf vereister Straße auf dem Weg zu den Abschlussprüfungen zum Lehramt an der Westfälischen Wilhelms-Universität in Münster schwer. Er erlitt einen Schädelbasisbruch.
Das letzte Spiel für den VfL Osnabrück in der Oberliga Nord bestritt Theo Schönhöft am 5. November 1961 beim 2:1-Heimsieg gegen den VfR Neumünster. Nach der Runde 1961/62 beendete er das Oberliga-Kapitel. Von 1952 bis 1962 hat er 207 Spiele und 95 Tore in der Oberliga Nord für den VfL Osnabrück zu Buche stehen. In vier Runden (1953/54, 1954/55, 1955/56, 1957/58) war er der beste Saison-Torjäger der Lila-Weißen.

### Trainer
1962 kehrte Schönhöft wieder nach Steinfeld zurück, wo er bei den Falken als Spieler-Trainer wirkte.
Im Juli 1976 starb Theo Schönhöft, der inzwischen Realschullehrer geworden war, im Alter von 44 Jahren an den Folgen seines schweren Unfalls.

## Weblink
- Spieler A–Z (Spundflasche), aufgesucht am 17. März 2020

| Personendaten    | Personendaten            |
| ---------------- | ------------------------ |
| NAME             | Schönhöft, Theo          |
| KURZBESCHREIBUNG | deutscher Fußballspieler |
| GEBURTSDATUM     | 9. Mai 1932              |
| GEBURTSORT       | Steinfeld (Oldenburg)    |
| STERBEDATUM      | 25. Juli 1976            |
| STERBEORT        | Steinfeld                |